# فرهاربور (نیویورک)
فرهاربور (به انگلیسی: Fair Harbor) یک منطقهٔ مسکونی در ایالات متحده آمریکا است که در نیویورک واقع شده‌است.